# Paraethria triseriata
Paraethria triseriata là một loài bướm đêm thuộc phân họ Arctiinae, họ Erebidae.